# 舟戸停留場
舟戸停留場（ふなとていりゅうじょう）は、高知県高知市大津にあるとさでん交通後免線の路面電車停留場。

## 歴史
舟戸停留場の開業は1910年（明治43年）。とさでん交通の前身である土佐電気鉄道によって鹿児停留場から大津停留場（廃止、領石通停留場を参照）までの区間が開通したのに合わせて開業した。

### 年表
- 1910年（明治43年）12月4日：土佐電気鉄道の停留場として開業[1][2]。
- 2014年（平成26年）10月1日：土佐電気鉄道が高知県交通・土佐電ドリームサービスと経営統合し、とさでん交通が発足[3]。とさでん交通の停留場となる。

## 停留場構造
乗り場は2面あり、南北方向に伸びる2本の線路を挟んで向かい合わせに配置される（相対式）。線路の東側にはりまや橋方面行き、西に後免町方面行きの乗り場がある。はりまや橋方面は線路沿いの商店の軒先を借りるように安全地帯が設けられている。いっぽうの後免町方面は西を並走する道路上に白線で乗り場が示されるのみ。

## 停留場周辺
舟戸は『土佐日記』における紀貫之の船出場所とされ、北側の国道195号の舟戸橋へ昇る階段入口に舟戸を紹介する看板が立っている。また同種の碑が後述する近隣の大津小学校校門付近にある。
- 高知中央高等学校
- 高知市立大津小学校
- 舟入川
- 高知県道248号栗山大津線
- 高知県教育センター
- ナンコクスーパー 大津店

## 隣の停留場
とさでん交通
後免線
北浦停留場 - 舟戸停留場 - 鹿児停留場